# Liste des épisodes de La Pat' Patrouille
 (mai 2021).
Si vous disposez d'ouvrages ou d'articles de référence ou si vous connaissez des sites web de qualité traitant du thème abordé ici, merci de compléter l'article en donnant les références utiles à sa vérifiabilité et en les liant à la section « Notes et références ».

Cet article présente la liste des épisodes de la série d'animation canadienne PAW Patrol : La Pat' Patrouille.

## Diffusion
| Saison | Saison   | Épisodes | États-Unis        | États-Unis        | Canada           | Canada            |
| Saison | Saison   | Épisodes | Début de saison   | Fin de saison     | Début de saison  | Fin de saison     |
| ------ | -------- | -------- | ----------------- | ----------------- | ---------------- | ----------------- |
|        | 1        | 26       | 12 août 2013      | 18 août 2014      | 27 août 2013     | 2 août 2014       |
|        | 2        | 26       | 13 août 2014      | 4 septembre 2015  | 27 août 2014     | 16 septembre 2015 |
|        | 3        | 26       | 20 novembre 2015  | 26 janvier 2017   | 28 novembre 2015 | 14 janvier 2017   |
|        | 4        | 26       | 6 février 2017    | 6 mars 2018       | 4 mars 2017      | 17 février 2018   |
|        | 5        | 26       | 6 février 2018    | 25 janvier 2019   | 7 avril 2018     | 9 mars 2019       |
|        | 6        | 26       | 22 février 2019   | 23 juillet 2021   | 18 mai 2019      | 22 février 2020   |
|        | 7        | 26       | 27 mars 2020      | 7 mai 2021        | 2 mai 2020       | 10 avril 2021     |
|        | 8        | 24       | 2 avril 2021      | 3 juin 2022       | 22 mai 2021      | 7 mai 2022        |
|        | 9        | 26       | 25 mars 2022      | 31 juillet 2023   | 14 mai 2022      | 22 avril 2023     |
|        | 10       | 26       | 10 juillet 2023   | 17 septembre 2024 | 27 mai 2023      | 15 juin 2024      |
|        | 11       | 26       | 18 septembre 2024 | TBA               | 6 juin 2024      | 10 mai 2025       |
|        | Spéciaux | 3        | 12 novembre 2018  | 25 septembre 2020 | 6 octobre 2018   | 25 septembre 2020 |

En France, la saison 7 est diffusée à partir du 13 septembre 2021 sur Tfou. La saison 8 débute le 17 novembre 2021 sur Tfou.
Tous les épisodes ont des différences de chronologie comme l'épisode 12a (l'avalanche) qui révèle le recrutement du 6ème membre de l'équipe, Ruben.

## Liste des épisodes

### Saison 1 (2013–2014)
| Numéro        | Numéro         | Titre                                   | Titre                             | Date de diffusion | Date de diffusion | Code de production |
| Dans la série | Dans la saison | Français                                | Original                          | États-Unis        | Canada            | Code de production |
| ------------- | -------------- | --------------------------------------- | --------------------------------- | ----------------- | ----------------- | ------------------ |
| 1a            | 1a             | La Pat' Patrouille se jette à l'eau     | Pups Make a Splash                | 14 novembre 2013  | 27 août 2013      | 101                |
| 1b            | 1b             | Le Festival d'automne                   | Pups Fall Festival                | 14 novembre 2013  | 27 août 2013      | 101                |
| 2a            | 2a             | Les Bébés tortues de mer                | Pups Save the Sea Turtles         | 20 août 2013      | 27 août 2013      | 102                |
| 2b            | 2b             | La Baleine échouée                      | Pups and the Very Big Baby        | 20 août 2013      | 27 août 2013      | 102                |
| 3a            | 3a             | Chat-tastrophe                          | Pups and the Kitty-tastrophe      | 12 août 2013      | 30 août 2013      | 103                |
| 3b            | 3b             | L'Éboulement                            | Pups Save a Train                 | 12 août 2013      | 30 août 2013      | 103                |
| 4a            | 4a             | Pop Pop Boogie                          | Pup Pup Boogie                    | 19 août 2013      | 5 septembre 2013  | 104                |
| 4b            | 4b             | La Lumière du phare                     | Pups in a Fog                     | 19 août 2013      | 5 septembre 2013  | 104                |
| 5a            | 5a             | L'Oison                                 | Pup Pup Goose                     | 22 août 2013      | 6 septembre 2013  | 105                |
| 5b            | 5b             | La Course en montgolfière               | Pup Pup and Away                  | 22 août 2013      | 6 septembre 2013  | 105                |
| 6a            | 6a             | Sauvetage en montagne                   | Pups on Ice                       | 8 janvier 2014    | 9 septembre 2013  | 106                |
| 6b            | 6b             | Le Monstre des neiges                   | Pups and the Snow Monster         | 8 janvier 2014    | 9 septembre 2013  | 106                |
| 7a            | 7a             | Le Cirque                               | Pups Save the Circus              | 21 août 2013      | 10 septembre 2013 | 107                |
| 7b            | 7b             | Un sacré charivari                      | Pup A Doodle Do                   | 21 août 2013      | 10 septembre 2013 | 107                |
| 8a            | 8a             | Le Tricycle                             | Pups Pit Crew                     | 26 août 2013      | 11 septembre 2013 | 108                |
| 8b            | 8b             | L'Épreuve du feu de Marcus              | Pups Fight Fire                   | 26 août 2013      | 11 septembre 2013 | 108                |
| 9a            | 9a             | Une livraison en péril                  | Pups Save the Treats              | 30 septembre 2013 | 12 septembre 2013 | 109                |
| 9b            | 9b             | Le Télé-siège                           | Pups Get a Lift                   | 30 septembre 2013 | 12 septembre 2013 | 109                |
| 10            | 10             | Le Bateau fantôme                       | Pups and the Ghost Pirate         | 23 octobre 2013   | 13 septembre 2013 | 110                |
| 11            | 11             | Joyeux Noël, les amis !                 | Pups Save Christmas               | 12 décembre 2013  | 24 décembre 2013  | 111                |
| 12a           | 12a            | L'Avalanche                             | Pups Get a Rubble                 | 18 septembre 2013 | 17 septembre 2013 | 112                |
| 12b           | 12b            | Maurice est coincé                      | Pups Save a Walrus                | 18 septembre 2013 | 17 septembre 2013 | 112                |
| 13a           | 13a            | Des lapins affamés                      | Pups Save the Bunnies             | 28 août 2013      | 18 septembre 2013 | 113                |
| 13b           | 13b            | Le Concours de beauté                   | Pup-tacular                       | 28 août 2013      | 18 septembre 2013 | 113                |
| 14a           | 14a            | La Nappe d'huile                        | Pups Save the Bay                 | 16 septembre 2013 | 21 octobre 2013   | 114                |
| 14b           | 14b            | La Statue en bronze                     | Pups Save a Goodway               | 16 septembre 2013 | 21 octobre 2013   | 114                |
| 15a           | 15a            | Des vaches et des cow-boys              | Pups Save a Hoedown               | 2 octobre 2013    | 28 octobre 2013   | 115                |
| 15b           | 15b            | Alex, SOS !                             | Pups Save Alex                    | 2 octobre 2013    | 28 octobre 2013   | 115                |
| 16a           | 16a            | Le Cartable d'Alex                      | Pups Save a School Day            | 12 novembre 2013  | 29 octobre 2013   | 116                |
| 16b           | 16b            | Joyeux anniversaire, Chase !            | Pups Turn on the Lights           | 12 novembre 2013  | 29 octobre 2013   | 116                |
| 17a           | 17a            | La Piscine                              | Pups Save a Pool Day              | 13 novembre 2013  | 30 octobre 2013   | 117                |
| 17b           | 17b            | Les Pat' Acrobates                      | Circus Pup-formers                | 13 novembre 2013  | 30 octobre 2013   | 117                |
| 18            | 18             | La Grande Chasse aux œufs de Pâques     | Pups Save the Easter Egg Hunt     | 14 avril 2014     | 19 avril 2014     | 118                |
| 19a           | 19a            | La Pat' Patrouille sauve un super-chien | Pups Save a Super Pup             | 10 janvier 2014   | 2 août 2014       | 119                |
| 19b           | 19b            | Le Robot de Ryder                       | Pups Save Ryder's Robot           | 10 janvier 2014   | 2 août 2014       | 119                |
| 20a           | 20a            | Un singe en liberté                     | Pups Go All Monkey                | 5 mars 2014       | 8 février 2014    | 120                |
| 20b           | 20b            | Le Sauvetage du hibou                   | Pups Save a Hoot                  | 5 mars 2014       | 8 février 2014    | 120                |
| 21a           | 21a            | Le Bébé chauve-souris                   | Pups Save a Bat                   | 7 mars 2014       | 15 février 2014   | 121                |
| 21b           | 21b            | La Dent de lait                         | Pups Save a Toof                  | 7 mars 2014       | 15 février 2014   | 121                |
| 22a           | 22a            | La Pat' Patrouille fait du camping      | Pups Save the Camping Trip        | 22 mai 2014       | 22 février 2014   | 122                |
| 22b           | 22b            | Les Tortues d'eau douce                 | Pups and the Trouble with Turtles | 22 mai 2014       | 22 février 2014   | 122                |
| 23a           | 23a            | Alex le géant                           | Pups and the Beanstalk            | 20 mai 2014       | 1 mars 2014       | 123                |
| 23b           | 23b            | La Pat' Patrouille sauve les Turbot     | Pups Save the Turbots             | 20 mai 2014       | 1 mars 2014       | 123                |
| 24a           | 24a            | Que le meilleur gagne !                 | Pups and the Lighthouse Boogie    | 6 mai 2014        | 8 mars 2014       | 124                |
| 24b           | 24b            | La Pat' Patrouille sauve Ryder          | Pups Save Ryder                   | 6 mai 2014        | 8 mars 2014       | 124                |
| 25a           | 25a            | Le Grand Prix                           | Pups Great Race                   | 8 mai 2014        | 15 mars 2014      | 125                |
| 25b           | 25b            | Le Concours de gâteaux                  | Pups Take the Cake                | 8 mai 2014        | 15 mars 2014      | 125                |
| 26            | 26             | Le Trésor du pirate                     | Pups and the Pirate Treasure      | 18 août 2014      | 22 mars 2014      | 126                |

### Saison 2 (2014–2015)
| Numéro        | Numéro         | Titre                                  | Titre                             | Date de diffusion | Date de diffusion | Code de production |
| Dans la série | Dans la saison | Français                               | Original                          | États-Unis        | Canada            | Code de production |
| ------------- | -------------- | -------------------------------------- | --------------------------------- | ----------------- | ----------------- | ------------------ |
| 27a           | 1a             | Des manchots en détresse               | Pups Save the Penguins            | 22 août 2014      | 27 août 2014      | 201                |
| 27b           | 1b             | Le Bébé dauphin                        | Pups Save a Dolphin Pup           | 22 août 2014      | 27 août 2014      | 201                |
| 28a           | 2a             | La Pat' Patrouille et l'Extraterrestre | Pups Save the Space Alien         | 13 août 2014      | 29 août 2014      | 202                |
| 28b           | 2b             | La Grenouille qui vole                 | Pups Save a Flying Frog           | 13 août 2014      | 29 août 2014      | 202                |
| 29a           | 3a             | La Pat' Patrouille au secours de Jake  | Pups Save Jake                    | 16 septembre 2014 | 27 août 2014      | 203                |
| 29b           | 3b             | La Fête de la Grande Vallée            | Pups Save the Parade              | 16 septembre 2014 | 27 août 2014      | 203                |
| 30a           | 4a             | La Cloche de plongée                   | Pups Save the Diving Bell         | 17 septembre 2014 | 4 octobre 2014    | 204                |
| 30b           | 4b             | Les Castors                            | Pups Save the Beavers             | 17 septembre 2014 | 4 octobre 2014    | 204                |
| 31a           | 5a             | Le Fantôme                             | Pups Save a Ghost                 | 20 octobre 2014   | 22 novembre 2014  | 205                |
| 31b           | 5b             | Tous en scène                          | Pups Save a Show                  | 20 octobre 2014   | 22 novembre 2014  | 205                |
| 32            | 6              | Everest, la petite nouvelle            | The New Pup                       | 14 novembre 2014  | 18 octobre 2014   | 206                |
| 33a           | 7a             | La Pat' Patrouille dans la jungle      | Pups Jungle Trouble               | 18 novembre 2014  | 15 novembre 2014  | 207                |
| 33b           | 7b             | Le Meilleur Chien de troupeau          | Pups Save a Herd                  | 18 novembre 2014  | 15 novembre 2014  | 207                |
| 34a           | 8a             | La Grande Vallée sous la neige         | Pups and the Big Freeze           | 20 novembre 2014  | 11 février 2015   | 208                |
| 34b           | 8b             | Le Match de basketball                 | Pups Save a Basketball Game       | 20 novembre 2014  | 11 février 2015   | 208                |
| 35a           | 9a             | Un atterrissage forcé                  | Pups Save an Ace                  | 22 octobre 2014   | 8 novembre 2014   | 209                |
| 35b           | 9b             | Le Mariage                             | Pups Save a Wedding               | 22 octobre 2014   | 8 novembre 2014   | 209                |
| 36a           | 10a            | Le Concours de talents                 | Pups Save a Talent Show           | 6 janvier 2015    | 13 février 2015   | 210                |
| 36b           | 10b            | Gare au pop-corn !                     | Pups Save the Corn Roast          | 6 janvier 2015    | 13 février 2015   | 210                |
| 37a           | 11a            | Marcus, seul dans la Tour de contrôle  | Pups Leave Marshall Home Alone    | 8 janvier 2015    | 7 février 2015    | 211                |
| 37b           | 11b            | La Pat' Patrouille sauve les cerfs     | Pups Save the Deer                | 8 janvier 2015    | 7 février 2015    | 211                |
| 38a           | 12a            | Le Perroquet en danger                 | Pups Save the Parrot              | 2 mars 2015       | 14 février 2015   | 212                |
| 38b           | 12b            | Le Nid d'abeilles                      | Pups Save the Queen Bee           | 2 mars 2015       | 14 février 2015   | 212                |
| 39            | 13             | Les Chiens-sirènes                     | Pups Save a Mer-pup               | 20 mars 2015      | 18 février 2015   | 213                |
| 40a           | 14a            | Le Bébé éléphant                       | Pups Save an Elephant Family      | 6 mars 2015       | 19 février 2015   | 214                |
| 40b           | 14b            | Des chatons qui sèment la pagaille     | Pups and the Mischievous Kittens  | 6 mars 2015       | 19 février 2015   | 214                |
| 41a           | 15a            | La Pat' Patrouille aide un ami         | Pups Save a Friend                | 13 février 2015   | 7 mars 2015       | 215                |
| 41b           | 15b            | Cali, la clandestine                   | Pups Save a Stowaway              | 13 février 2015   | 7 mars 2015       | 215                |
| 42a           | 16a            | La Pat' Patrouille et les Jumeaux      | Pups' Adventures in Babysitting   | 4 mars 2015       | 14 mars 2015      | 216                |
| 42b           | 16b            | Le Feu d'artifice                      | Pups Save the Fireworks           | 4 mars 2015       | 14 mars 2015      | 216                |
| 43a           | 17a            | Atchoum !                              | Pups Save a Sniffle               | 7 avril 2015      | 21 mars 2015      | 217                |
| 43b           | 17b            | La Cabane hantée                       | Pups and the Ghost Cabin          | 7 avril 2015      | 21 mars 2015      | 217                |
| 44a           | 18a            | Alex le louveteau                      | Pups Save an Adventure            | 9 avril 2015      | 27 mai 2015       | 218                |
| 44b           | 18b            | Surprise                               | Pups Save a Surprise              | 9 avril 2015      | 27 mai 2015       | 218                |
| 45            | 19             | Comme chiens et chats                  | Pup-fu!                           | 16 octobre 2015   | 1 septembre 2015  | 219                |
| 46a           | 20a            | Le Triathlon                           | Pups Save the Mayor's Race        | 12 mai 2015       | 3 Juin 2015       | 220                |
| 46b           | 20b            | Le Mystérieux Trésor                   | Pups Save an Outlaw's Loot        | 12 mai 2015       | 3 Juin 2015       | 220                |
| 47a           | 21a            | Maurice et Mauricette                  | Pups Save Walinda                 | 14 mai 2015       | 10 Juin 2015      | 221                |
| 47b           | 21b            | L'Os de dinosaure                      | Pups Save a Big Bone              | 14 mai 2015       | 10 Juin 2015      | 221                |
| 48a           | 22a            | La Baleine blanche                     | Pups Save a Floundering Francois  | 29 mai 2015       | 17 juin 2015      | 222                |
| 48b           | 22b            | Trois pingouins dans la ville          | Pups Save the Pop-up Penguins     | 29 mai 2015       | 17 Juin 2015      | 222                |
| 49a           | 23a            | La Compétition de snowboard            | Pups Save a Snowboard Competition | 4 décembre 2015   | 3 septembre 2015  | 223                |
| 49b           | 23b            | Sauvetage en mer                       | Pups Save a Chicken of the Sea    | 4 décembre 2015   | 3 septembre 2015  | 223                |
| 50a           | 24a            | La Pâte à pizza                        | Pups Save a Pizza                 | 24 août 2015      | 27 août 2015      | 224                |
| 50b           | 24b            | La Tempête de neige                    | Pups Save Skye                    | 24 août 2015      | 27 août 2015      | 224                |
| 51a           | 25a            | Un concert de woof                     | Pups Save the Woof and Roll Show  | 18 septembre 2015 | 15 septembre 2015 | 225                |
| 51b           | 25b            | L'Aigle à la patte ficelée             | Pups Save an Eagle                | 18 septembre 2015 | 15 septembre 2015 | 225                |
| 52            | 26             | Le Ruben-o-saurus                      | Pups Bark with Dinosaurs          | 2 octobre 2015    | 16 septembre 2015 | 226                |

### Saison 3 (2015–2017)
| Numéro        | Numéro         | Titre                           | Titre                            | Date de diffusion | Date de diffusion | Code de production |
| Dans la série | Dans la saison | Français                        | Original                         | États-Unis        | Canada            | Code de production |
| ------------- | -------------- | ------------------------------- | -------------------------------- | ----------------- | ----------------- | ------------------ |
| 53a           | 1a             | Jérémie                         | Pups Find a Genie                | 20 novembre 2015  | 28 novembre 2015  | 301                |
| 53b           | 1b             | L'Acrobate                      | Pups Save a Tightrope Walker     | 20 novembre 2015  | 28 novembre 2015  | 301                |
| 54a           | 2a             | Les Pépites d'or                | Pups Save a Goldrush             | 21 avril 2016     | 9 janvier 2016    | 302                |
| 54b           | 2b             | Le Vol du Pat' Patrouilleur     | Pups Save the PAW Patroller      | 21 avril 2016     | 9 janvier 2016    | 302                |
| 55a           | 3a             | Le Match de foot                | Pups Save the Soccer Game        | 22 janvier 2016   | 16 janvier 2016   | 303                |
| 55b           | 3b             | Le Collier porte-bonheur        | Pups Save a Lucky Collar         | 22 janvier 2016   | 16 janvier 2016   | 303                |
| 56a           | 4a             | Alex et sa minipatrouille       | Pups Save Alex's Mini-patrol     | 22 mars 2016      | 18 février 2016   | 304                |
| 56b           | 4b             | Alex a perdu sa dent            | Pups Save a Lost Tooth           | 22 mars 2016      | 18 février 2016   | 304                |
| 57            | 5              | Le Pat' Patrouilleur de l'air   | Air Pups                         | 29 janvier 2016   | 13 février 2016   | 305                |
| 58            | 6              | La Journée de l'amitié          | Pups Save Friendship Day         | 12 février 2016   | 5 mars 2016       | 306                |
| 59a           | 7a             | Super Ruben                     | Pups Save Apollo                 | 3 mai 2016        | 31 mars 2016      | 307                |
| 59b           | 7b             | Le Mambo des hippos             | Pups Save the Hippos             | 3 mai 2016        | 31 mars 2016      | 307                |
| 60a           | 8a             | Danny X le hardi                | Pups Save Daring Danny X         | 24 mars 2016      | 16 avril 2016     | 308                |
| 60b           | 8b             | Chien Robot le dépanneur        | Pups in a Fix                    | 24 mars 2016      | 16 avril 2016     | 308                |
| 61a           | 9a             | Le Gentil Dragon                | Pups Save a Dragon               | 19 avril 2016     | 30 avril 2016     | 309                |
| 61b           | 9b             | Les Trois Petits Cochons        | Pups Save Three Little Pigs      | 19 avril 2016     | 30 avril 2016     | 309                |
| 62a           | 10a            | La Plantae putridus             | Pups Save a Stinky Flower        | 18 octobre 2016   | 12 mai 2016       | 310                |
| 62b           | 10b            | Le Singe de l'espace            | Pups Save a Monkey-naut          | 18 octobre 2016   | 12 mai 2016       | 310                |
| 63a           | 11a            | Les Ours polaires               | Pups Save the Polar Bears        | 5 mai 2016        | 19 mai 2016       | 311                |
| 63b           | 11b            | Un costume sur mesure           | A Pup in Sheep's Clothing        | 5 mai 2016        | 19 mai 2016       | 311                |
| 64a           | 12a            | Le Bus scolaire                 | Pups Save a School Bus           | 24 mai 2016       | 26 mai 2016       | 312                |
| 64b           | 12b            | Les Mésanges charbonnières      | Pups Save the Songbirds          | 24 mai 2016       | 26 mai 2016       | 312                |
| 65a           | 13a            | La Bonne Vieille Source         | Pups Save Old Trusty             | 26 mai 2016       | 23 juillet 2016   | 313                |
| 65b           | 13b            | La Ponette                      | Pups Save a Pony                 | 26 mai 2016       | 23 juillet 2016   | 313                |
| 66a           | 14a            | Le Robo-saure                   | Pups Save a Robo-saurus          | 22 août 2016      | 23 juin 2016      | 314                |
| 66b           | 14b            | Le Festival de cinéma           | Pups Save a Film Festival        | 22 août 2016      | 23 juin 2016      | 314                |
| 67            | 15             | Tracker, le ranger de la jungle | Tracker Joins the Pups!          | 16 septembre 2016 | 13 août 2016      | 315                |
| 68a           | 16a            | Danny et l'Ours                 | Pups Bear-ly Save Danny          | 20 octobre 2016   | 14 août 2016      | 316                |
| 68b           | 16b            | Les Tulipes                     | Pups Save the Mayor's Tulips     | 20 octobre 2016   | 14 août 2016      | 316                |
| 69a           | 17a            | Que les jeux commencent         | All Star Pups!                   | 10 octobre 2016   | 20 août 2016      | 317                |
| 69b           | 17b            | La journée du sport             | Pups Save Sports Day             | 10 octobre 2016   | 20 août 2016      | 317                |
| 70a           | 18a            | Le Festival de la confiture     | Pups in a Jam                    | 11 novembre 2016  | 21 août 2016      | 318                |
| 70b           | 18b            | Le Cochon surfeur               | Pups Save a Windsurfing Pig      | 11 novembre 2016  | 21 août 2016      | 318                |
| 71a           | 19a            | Les Légumes géants              | Pups Get Growing                 | 8 novembre 2016   | 17 septembre 2016 | 319                |
| 71b           | 19b            | Le Jouet de l'espace            | Pups Save a Space Toy            | 8 novembre 2016   | 17 septembre 2016 | 319                |
| 72a           | 20a            | La Moufette                     | Pups Get Skunked                 | 1er décembre 2016 | 24 septembre 2016 | 320                |
| 72b           | 20b            | Le Baleineau                    | Pups and a Whale of a Tale       | 1er décembre 2016 | 24 septembre 2016 | 320                |
| 73a           | 21a            | Le Perroquet                    | Parroting Pups                   | 16 septembre 2016 | 3 décembre 2016   | 321                |
| 73b           | 21b            | Le Retour des chiens sirènes    | Merpups Save the Turbots         | 16 septembre 2016 | 3 décembre 2016   | 321                |
| 74            | 22             | Première neige                  | The Pups' Winter Wonder Show     | 2 décembre 2016   | 1 décembre 2016   | 322                |
| 75a           | 23a            | Le Macaque albinos              | Pups Save the Gliding Turbots    | 29 novembre 2016  | 17 décembre 2016  | 323                |
| 75b           | 23b            | Pilotes de haut vol             | Pups Save a Plane                | 29 novembre 2016  | 17 décembre 2016  | 323                |
| 76a           | 24a            | La Plante carnivore             | Pups Save a Giant Plant          | 20 janvier 2017   | 31 décembre 2016  | 324                |
| 76b           | 24b            | L'Électro-aimant                | Pups Get Stuck                   | 20 janvier 2017   | 31 décembre 2016  | 324                |
| 77a           | 25a            | Opération renflouage            | Pups Raise the PAW Patroller     | 24 janvier 2017   | 7 janvier 2017    | 325                |
| 77b           | 25b            | Les Corbeaux                    | Pups Save the Crows              | 24 janvier 2017   | 7 janvier 2017    | 325                |
| 78a           | 26a            | Les Faisceaux lumineux          | Pups Save Their Floating Friends | 26 janvier 2017   | 14 janvier 2017   | 326                |
| 78b           | 26b            | Le Satellite                    | Pups Save a Satellite            | 26 janvier 2017   | 14 janvier 2017   | 326                |

### Saison 4 (2017–2018)
| Numéro        | Numéro         | Titre                                                      | Titre                                   | Date de diffusion | Date de diffusion | Code de production |
| Dans la série | Dans la saison | Français                                                   | Original                                | États-Unis        | Canada            | Code de production |
| ------------- | -------------- | ---------------------------------------------------------- | --------------------------------------- | ----------------- | ----------------- | ------------------ |
| 79a           | 1a             | Le Ballon dirigeable                                       | Pups Save a Blimp                       | 6 février 2017    | 4 mars 2017       | 401                |
| 79b           | 1b             | Le Concours du meilleur chili                              | Pups Save the Chili Cook-off            | 6 février 2017    | 4 mars 2017       | 401                |
| 80a           | 2a             | Le Bébé pingouin                                           | Pups Save a Teeny Penguin               | 8 février 2017    | 11 mars 2017      | 402                |
| 80b           | 2b             | Le Spectacle des chats                                     | Pups Save the Cat Show                  | 8 février 2017    | 11 mars 2017      | 402                |
| 81a           | 3a             | La Partie de cache-cache                                   | Pups Save a Playful Dragon              | 7 avril 2017      | 18 mars 2017      | 403                |
| 81b           | 3b             | Des bébêtes en vadrouille                                  | Pups Save the Critters                  | 7 avril 2017      | 18 mars 2017      | 403                |
| 82            | 4              | Mission Secrète : La Couronne                              | Mission PAW: Quest for the Crown        | 24 mars 2017      | 25 mars 2017      | 404                |
| 83a           | 5a             | Un abri pour la nuit                                       | Pups Save a Sleepover                   | 28 avril 2017     | 6 mai 2017        | 405                |
| 83b           | 5b             | La Kermesse de la Grande Vallée                            | Pups Save the Carnival                  | 28 avril 2017     | 6 mai 2017        | 405                |
| 84a           | 6a             | Le Gâteau de Jake                                          | Pups Save Jake's Cake                   | 21 avril 2017     | 13 mai 2017       | 406                |
| 84b           | 6b             | Skier comme un pro                                         | Pups Save a Wild Ride                   | 21 avril 2017     | 13 mai 2017       | 406                |
| 85a           | 7a             | Mission Secrète : Grosse frayeur                           | Mission PAW: Royally Spooked            | 14 avril 2017     | 20 mai 2017       | 407                |
| 85b           | 7b             | Il faut sauver Monsieur le maire                           | Pups Save Monkey-dinger                 | 14 avril 2017     | 20 mai 2017       | 407                |
| 86a           | 8a             | Une pluie de nourriture                                    | Pups Save the Flying Food               | 12 mai 2017       | 27 mai 2017       | 408                |
| 86b           | 8b             | La Grande Roue                                             | Pups Save a Ferris Wheel                | 12 mai 2017       | 27 mai 2017       | 408                |
| 87a           | 9a             | L'Ours somnambule                                          | Pups Save a Sleepwalking Bear           | 6 octobre 2017    | 17 juin 2017      | 409                |
| 87b           | 9b             | Danny le pro du rodéo                                      | Pups Save Dude Ranch Danny              | 6 octobre 2017    | 17 juin 2017      | 409                |
| 88            | 10             | Mission Secrète : Le Trône royal                           | Mission PAW: Pups Save the Royal Throne | 26 mai 2017       | 24 juin 2017      | 410                |
| 89a           | 11a            | Le Grand Singe                                             | Pups Save Big Hairy                     | 25 août 2017      | 1 juillet 2017    | 411                |
| 89b           | 11b            | Le Petit Chat perché                                       | Pups Save a Flying Kitty                | 25 août 2017      | 1 juillet 2017    | 411                |
| 90a           | 12a            | La Fête avec les chauves-souris                            | Pups Party with Bats                    | 10 novembre 2017  | 8 juillet 2017    | 412                |
| 90b           | 12b            | Maître Yumi                                                | Pups Save Sensei Yumi                   | 10 novembre 2017  | 8 juillet 2017    | 412                |
| 91            | 13             | La Pat' Patrouille des mers : Le Bébé pieuvre              | Sea Patrol: Pups Save a Baby Octopus    | 7 juillet 2017    | 9 septembre 2017  | 413                |
| 92a           | 14a            | Le Shampoing volumateur                                    | Pups Save the Runaway Kitties           | 21 août 2017      | 16 septembre 2017 | 414                |
| 92b           | 14b            | La Machine à rétrécir                                      | Pups Save Tiny Marshall                 | 21 août 2017      | 16 septembre 2017 | 414                |
| 93a           | 15a            | Une chaleur écrasante                                      | Pups Chill Out                          | 23 août 2017      | 23 septembre 2017 | 415                |
| 93b           | 15b            | Alex, l'apprenti fermier                                   | Pups Save Farmer Alex                   | 23 août 2017      | 23 septembre 2017 | 415                |
| 94a           | 16a            | La Pat' Patrouille des mers : Le Requin mécanique          | Sea Patrol: Pups Save a Shark           | 8 septembre 2017  | 30 septembre 2017 | 416                |
| 94b           | 16b            | La Pat' Patrouille des mers : La Jetée de la Grande Vallée | Sea Patrol: Pups Save the Pier          | 8 septembre 2017  | 30 septembre 2017 | 416                |
| 95a           | 17a            | La Pierre de l'espace                                      | Pups Save a Space Rock                  | 19 septembre 2017 | 7 octobre 2017    | 417                |
| 95b           | 17b            | Le Maire adjoint                                           | Pups Save a Good Mayor                  | 19 septembre 2017 | 7 octobre 2017    | 417                |
| 96a           | 18a            | Une chatte citadine                                        | Pups Save a City Kitty                  | 21 septembre 2017 | 14 octobre 2017   | 418                |
| 96b           | 18b            | Du surf en plein ciel                                      | Pups Save a Cloud Surfer                | 21 septembre 2017 | 14 octobre 2017   | 418                |
| 97            | 19             | La Pat' Patrouille des mers : Les Chiens pirates           | Sea Patrol: Pirate Pups to the Rescue   | 20 octobre 2017   | 21 octobre 2017   | 419                |
| 98a           | 20a            | Le Courrier du facteur                                     | Pups Save the Mail                      | 27 octobre 2017   | 10 février 2018   | 420                |
| 98b           | 20b            | Le Puits à souhaits                                        | Pups Save a Frog Mayor                  | 27 octobre 2017   | 10 février 2018   | 420                |
| 99a           | 21a            | À la poursuite des tortues                                 | Pups Save the Runaway Turtles           | 7 novembre 2017   | 17 février 2018   | 421                |
| 99b           | 21b            | La Nouvelle Machine à tondre                               | Pups Save the Shivering Sheep           | 7 novembre 2017   | 17 février 2018   | 421                |
| 100a          | 22a            | La Pat' Patrouille des mers sauve la Limande               | Sea Patrol: Pups Save a Frozen Flounder | 6 novembre 2017   | 6 janvier 2018    | 422                |
| 100b          | 22b            | La Pat' Patrouille des mers sauve un narval                | Sea Patrol: Pups Save a Narwhal         | 6 novembre 2017   | 6 janvier 2018    | 422                |
| 101a          | 23a            | La Pat' Patrouille sauve Luke Stars                        | Pups Save Luke Stars                    | 6 mars 2018       | 13 janvier 2018   | 423                |
| 101b          | 23b            | La Pat' Patrouille sauve Galinetta                         | Pups Save Chicken Day                   | 6 mars 2018       | 13 janvier 2018   | 423                |
| 102a          | 24a            | François et le Bébé gorfou                                 | Pups Save Francois the Penguin          | 30 janvier 2018   | 20 janvier 2018   | 424                |
| 102b          | 24b            | Le Hippo rodéo de Danny                                    | Pups Save Daring Danny's Hippo          | 30 janvier 2018   | 20 janvier 2018   | 424                |
| 103a          | 25a            | M. Hellinger retombe en enfance                            | Pups Save Baby Humdinger                | 1er février 2018  | 27 janvier 2018   | 425                |
| 103b          | 25b            | La Piñata                                                  | Pups Save a Piñata                      | 1er février 2018  | 27 janvier 2018   | 425                |
| 104           | 26             | La Pat' Patrouille des mers sauve Pat'lantis               | Sea Patrol: Pups Save Puplantis         | 15 janvier 2018   | 3 février 2018    | 426                |

### Saison 5 (2018–2019)
| Numéro        | Numéro         | Titre                                                   | Titre                                             | Date de diffusion | Date de diffusion | Code de production |
| Dans la série | Dans la saison | Français                                                | Original                                          | États-Unis        | Canada            | Code de production |
| ------------- | -------------- | ------------------------------------------------------- | ------------------------------------------------- | ----------------- | ----------------- | ------------------ |
| 105a          | 1a             | Les Chats secouristes                                   | Pups Save the Kitty Rescue Crew                   | 6 février 2018    | 30 juin 2018      | 501                |
| 105b          | 1b             | La Pat' Patrouille sauve Oscar                          | Pups Save an Ostrich                              | 6 février 2018    | 30 juin 2018      | 501                |
| 106a          | 2a             | La Relique en or                                        | Pups Save Big Paw                                 | 8 février 2018    | 7 juillet 2018    | 502                |
| 106b          | 2b             | Le Vroum-mobile                                         | Pups Save the Hum-mover                           | 8 février 2018    | 7 juillet 2018    | 502                |
| 107a          | 3a             | La Pat' Patrouille des mers sauve l'épave d'un bateau   | Sea Patrol: Pups Save a Sunken Sloop              | 19 février 2018   | 14 juillet 2018   | 503                |
| 107b          | 3b             | La Pat' Patrouille des mers sauve une baleine           | Sea Patrol: Pups Save a Wiggly Whale              | 19 février 2018   | 14 juillet 2018   | 503                |
| 108a          | 4a             | Gros orage sur la Grande Vallée                         | Pups Save a High-flying Skye                      | 8 mars 2018       | 21 juillet 2018   | 504                |
| 108b          | 4b             | La Ruée vers l'or                                       | Pups Go for the Gold                              | 8 mars 2018       | 21 juillet 2018   | 504                |
| 109a          | 5a             | Le Pique-nique de l'extrême                             | Pups Save an Extreme Lunch                        | 30 mars 2018      | 28 juillet 2018   | 505                |
| 109b          | 5b             | La Fête des tartes                                      | Pups Save a Cat Burglar                           | 30 mars 2018      | 28 juillet 2018   | 505                |
| 110a          | 6a             | La Pat' Patrouille des mers : Le Volcan sous-marin      | Sea Patrol: Pups Save the Flying Diving Bell      | 20 avril 2018     | 4 août 2018       | 506                |
| 110b          | 6b             | La Pat' Patrouille des mers : Inondation à la ferme     | Sea Patrol: Pups Save a Soggy Farm                | 20 avril 2018     | 4 août 2018       | 506                |
| 111a          | 7a             | Un essaim de papillons                                  | Pups Save the Butterflies                         | 3 mai 2018        | 11 août 2018      | 507                |
| 111b          | 7b             | Où est la Galinetta d'or                                | Pups Save an Underground Chicken                  | 3 mai 2018        | 11 août 2018      | 507                |
| 112a          | 8a             | La Bibliomobile                                         | Pups Save the Bookmobile                          | 1er mai 2018      | 18 août 2018      | 508                |
| 112b          | 8b             | Monsieur Hellinger voit les choses en grand             | Pups Save Heady Humdinger                         | 1er mai 2018      | 18 août 2018      | 508                |
| 113           | 9              | La Pat' Patrouille des mers et Sid Laratisse            | Sea Patrol: Pups Save Their Pirated Sea Patroller | 25 mai 2018       | 25 août 2018      | 509                |
| 114a          | 10a            | Au pays des papayes                                     | Pups Save the PawPaws                             | 28 juin 2018      | 1 septembre 2018  | 510                |
| 114b          | 10b            | La Récolte de maïs                                      | Pups Save a Popped Top                            | 28 juin 2018      | 1 septembre 2018  | 510                |
| 115           | 11             | Sauvetage extrême : Les petits chats du Roi ont disparu | Ultimate Rescue: Pups Save the Royal Kitties      | 22 juin 2018      | 8 septembre 2018  | 511                |
| 116a          | 12a            | Une balade en raquette                                  | Pups Save the Snowshoeing Goodways                | 17 juillet 2018   | 15 septembre 2018 | 512                |
| 116b          | 12b            | L'Étang aux canards                                     | Pups Save a Duck Pond                             | 17 juillet 2018   | 15 septembre 2018 | 512                |
| 117a          | 13a            | La Pat' Patrouille des mers sauve Mamie Tilly           | Sea Patrol: Pups Save Tilly Turbot                | 19 juillet 2018   | 22 septembre 2018 | 513                |
| 117b          | 13b            | Un éléphant en colère                                   | Pups Save an Upset Elephant                       | 19 juillet 2018   | 22 septembre 2018 | 513                |
| 118           | 14             | Sauvetage extrême : Les Tigres blancs                   | Ultimate Rescue: Pups Save the Tigers             | 10 août 2018      | 22 décembre 2018  | 514                |
| 119a          | 15a            | Sauvons les tortues !                                   | Rocky Saves Himself                               | 3 septembre 2018  | 25 décembre 2018  | 515                |
| 119b          | 15b            | Le Drone de Danny                                       | Pups and the Mystery of the Driverless Snow Cat   | 3 septembre 2018  | 25 décembre 2018  | 515                |
| 120a          | 16a            | La Pat' Patrouille sauve Halloween                      | Pups Save the Trick-or-Treaters                   | 8 octobre 2018    | 12 janvier 2019   | 516                |
| 120b          | 16b            | Une mini patrouille hors de contrôle                    | Pups Save an Out of Control Mini Patrol           | 8 octobre 2018    | 12 janvier 2019   | 516                |
| 121           | 17             | Sauvetage extrême : Un tournage mouvementé              | Ultimate Rescue: Pups Save the Movie Monster      | 21 septembre 2018 | 15 décembre 2018  | 517                |
| 122a          | 18a            | Mission Secrète : Le Concert royal                      | Mission PAW: Pups Save a Royal Concert            | 26 octobre 2018   | 25 décembre 2018  | 518                |
| 122b          | 18b            | Mission Secrète : Les Amis de la princesse              | Mission PAW: Pups Save the Princess' Pals         | 26 octobre 2018   | 25 décembre 2018  | 518                |
| 123a          | 19a            | Le Toutou-garou                                         | Pups and the Werepuppy                            | 12 octobre 2018   | 19 janvier 2019   | 519                |
| 123b          | 19b            | La Fête des cowboys                                     | Pups Save a Sleepwalking Mayor                    | 12 octobre 2018   | 19 janvier 2019   | 519                |
| 124a          | 20a            | Sauvetage extrême : Le Monstre des marais               | Ultimate Rescue: Pups Save a Swamp Monster        | 30 novembre 2018  | 26 janvier 2019   | 520                |
| 124b          | 20b            | Sauvetage extrême : À la recherche des os en or         | Ultimate Rescue: Pups and the Hidden Golden Bones | 30 novembre 2018  | 26 janvier 2019   | 520                |
| 125a          | 21a            | La Pat' Patrouille sauve un coucou                      | Pups Save a Cuckoo Clock                          | 16 novembre 2018  | 2 février 2019    | 521                |
| 125b          | 21b            | La Pat' Patrouille sauve la maison de Marjorie          | Pups Save Ms. Marjorie's House                    | 16 novembre 2018  | 2 février 2019    | 521                |
| 126a          | 22a            | Le Dindon volant                                        | Pups Save Thanksgiving                            | 21 novembre 2018  | 9 février 2019    | 522                |
| 126b          | 22b            | La Course de planches à voile                           | Pups Save a Windy Bay                             | 21 novembre 2018  | 9 février 2019    | 522                |
| 127a          | 23a            | Il neige sur la jungle                                  | Pups Save a Frozen Camp Out                       | 14 décembre 2018  | 2 mars 2019       | 523                |
| 127b          | 23b            | Les Cornichons explosifs                                | Pups Save the Fizzy Pickles                       | 14 décembre 2018  | 2 mars 2019       | 523                |
| 128a          | 24a            | Le Moisso-matic                                         | Pups Save a Pluck-o-matic                         | 31 décembre 2018  | 23 février 2019   | 524                |
| 128b          | 24b            | Danny le faucon                                         | Pups Save a Mascot                                | 31 décembre 2018  | 23 février 2019   | 524                |
| 129           | 25             | Sauvetage extrême : Comète en vue                       | Ultimate Rescue: Pups Save a Runaway Stargazer    | 21 janvier 2019   | 16 février 2019   | 525                |
| 130a          | 26a            | L'Anniversaire surprise d'Astrid                        | Pups Save Ace's Birthday Surprise                 | 25 janvier 2019   | 9 mars 2019       | 526                |
| 130b          | 26b            | Le Concours de pizzas                                   | Pups Save a Tower of Pizza                        | 25 janvier 2019   | 9 mars 2019       | 526                |

### Saison 6 (2019–2020)
| Numéro        | Numéro         | Titre                                                           | Titre                                                            | Date de diffusion | Date de diffusion | Code de production |
| Dans la série | Dans la saison | Français                                                        | Original                                                         | États-Unis        | Canada            | Code de production |
| ------------- | -------------- | --------------------------------------------------------------- | ---------------------------------------------------------------- | ----------------- | ----------------- | ------------------ |
| 131a          | 1a             | Des pingouins dans la jungle                                    | Pups Save the Jungle Penguins                                    | 22 février 2019   | 18 mai 2019       | 601                |
| 131b          | 1b             | Un cargo en danger                                              | Pups Save a Freighter                                            | 22 février 2019   | 18 mai 2019       | 601                |
| 132a          | 2a             | Sauvetage extrême : Alerte grosse chaleur                       | Ultimate Rescue: Pups Stop a Meltdown                            | 4 mars 2019       | 25 mai 2019       | 602                |
| 132b          | 2b             | Sauvetage extrême : Mystérieuses disparitions                   | Ultimate Rescue: Pups and the Mystery of the Missing Cell Phones | 4 mars 2019       | 25 mai 2019       | 602                |
| 133a          | 3a             | Le Concours de melon                                            | Pups Save a Melon Festival                                       | 15 mars 2019      | 1 juin 2019       | 603                |
| 133b          | 3b             | La Pat' Patrouille sauve Bettina                                | Pups Save a Cow                                                  | 15 mars 2019      | 1 juin 2019       | 603                |
| 134a          | 4a             | Le miel a disparu !                                             | Pups Save the Honey                                              | 26 avril 2019     | 8 juin 2019       | 604                |
| 134b          | 4b             | À la recherche du sac perdu                                     | Pups Save Mayor Goodway's Purse                                  | 26 avril 2019     | 8 juin 2019       | 604                |
| 135a          | 5a             | Sauvetage extrême : Une mission en montagne                     | Ultimate Rescue: Pups Save the Mountain Climbers                 | 19 avril 2019     | 15 juin 2019      | 605                |
| 135b          | 5b             | Sauvetage extrême : L'Atterrissage du Capitaine Gordy           | Ultimate Rescue: Pups Save Captain Gordy                         | 19 avril 2019     | 15 juin 2019      | 605                |
| 136a          | 6a             | Attention, boules puantes !                                     | Pups and the Stinky Bubble Trouble                               | 3 mai 2019        | 22 juin 2019      | 606                |
| 136b          | 6b             | Les Bébés autruches                                             | Pups Save the Baby Ostriches                                     | 3 mai 2019        | 22 juin 2019      | 606                |
| 137a          | 7a             | La Guitare de Gustavo                                           | Pups Save Gustavo's Guitar                                       | 27 mai 2019       | 29 juin 2019      | 607                |
| 137b          | 7b             | Yoga à la ferme                                                 | Pups Save the Yoga Goats                                         | 27 mai 2019       | 29 juin 2019      | 607                |
| 138a          | 8a             | Le Réveil du Géant-Panzé                                        | Pups Save Bedtime                                                | 3 septembre 2019  | 6 juillet 2019    | 608                |
| 138b          | 8b             | L'Œuf de Galinetta                                              | Pups Save Chickaletta's Egg                                      | 3 septembre 2019  | 6 juillet 2019    | 608                |
| 139           | 9              | La Super Patrouille : L'Attaque des Super Chatons               | Mighty Pups, Super Paws: When Super Kitties Attack               | 28 juin 2019      | 13 juillet 2019   | 609                |
| 140a          | 10a            | La Pat' Patrouille sauve un lamantin                            | Pups Save a Manatee                                              | 4 septembre 2019  | 20 juillet 2019   | 610                |
| 140b          | 10b            | Petit déjeûner mouvementé                                       | Pups Save Breakfast                                              | 4 septembre 2019  | 20 juillet 2019   | 610                |
| 141a          | 11a            | La Pat' Patrouille sauve les pirates                            | Pups Save the Land Pirates                                       | 5 septembre 2019  | 27 juillet 2019   | 611                |
| 141b          | 11b            | Drôles d'oiseaux                                                | Pups Save the Birdwatching Turbots                               | 5 septembre 2019  | 27 juillet 2019   | 611                |
| 142           | 12             | La Super Patrouille : Les Super Chiens jumeaux                  | Mighty Pups, Super Paws: Pups Meet the Mighty Twins              | 26 juillet 2019   | 3 août 2019       | 612                |
| 143a          | 13a            | Dans la peau de Galinetta                                       | Pups Save a Freaky Pup-day                                       | 12 novembre 2019  | 10 août 2019      | 613                |
| 143b          | 13b            | Le Concours du meilleur athlète                                 | Pups Save a Runaway Mayor                                        | 12 novembre 2019  | 10 août 2019      | 613                |
| 144a          | 14a            | La Famille chauve-souris                                        | Pups Save a Bat Family                                           | 4 octobre 2019    | 12 octobre 2019   | 614                |
| 144b          | 14b            | Panique sur les pistes                                          | Pups Save a Mud Monster                                          | 4 octobre 2019    | 12 octobre 2019   | 614                |
| 145a          | 15a            | La Super Patrouille : Au secours de la poule géante             | Mighty Pups, Super Paws: Pups Save a Giant Chicken               | 2 septembre 2019  | 19 octobre 2019   | 615                |
| 145b          | 15b            | La Super Patrouille : Les Statues de glace                      | Mighty Pups, Super Paws: Pups Stop Harold's Deep Freeze          | 2 septembre 2019  | 19 octobre 2019   | 615                |
| 146a          | 16a            | Le Défilé de ballons géants                                     | Pups Save the Balloon Pups                                       | 27 novembre 2019  | 26 octobre 2019   | 616                |
| 146b          | 16b            | La Tarentule des cavernes                                       | Pups Save the Spider Spies                                       | 27 novembre 2019  | 26 octobre 2019   | 616                |
| 147a          | 17a            | Des ours dans la ville                                          | Pups Save the Bears                                              | 13 novembre 2019  | 2 novembre 2019   | 617                |
| 147b          | 17b            | Madame Goodway à la ferme                                       | Pups Save a Farmerless Farm                                      | 13 novembre 2019  | 2 novembre 2019   | 617                |
| 148a          | 18a            | La Super Patrouille : Le Sauvetage de la statuette d'or         | Mighty Pups, Super Paws: Pups and the Big Twin Trick             | 11 octobre 2019   | 9 novembre 2019   | 618                |
| 148b          | 18b            | La Super Patrouille : L'Incroyable Hellinger                    | Mighty Pups, Super Paws: Pups Save a Mega Mayor                  | 11 octobre 2019   | 9 novembre 2019   | 618                |
| 149a          | 19a            | La Pat' Patrouille et le Petit Loup blanc                       | Pups Save a White Wolf                                           | 20 décembre 2019  | 16 novembre 2019  | 619                |
| 149b          | 19b            | L'Explorateur égaré                                             | Pups Save a Wrong Way Explorer                                   | 20 décembre 2019  | 16 novembre 2019  | 619                |
| 150a          | 20a            | La Pat' Patrouille et les Écureuils                             | Pups Save the Squirrels                                          | 14 novembre 2019  | 23 novembre 2019  | 620                |
| 150b          | 20b            | À la recherche du bébé kangourou                                | Pups Save a Roo                                                  | 14 novembre 2019  | 23 novembre 2019  | 620                |
| 151           | 21             | La Super Patrouille : Puissance maximale                        | Mighty Pups, Charged Up: Pups vs. the Copycat                    | 20 janvier 2020   | 21 décembre 2019  | 621                |
| 152a          | 22a            | Un monstre à la Grande Vallée                                   | Pups Save a Humsquatch                                           | 27 janvier 2020   | 11 janvier 2020   | 622                |
| 152b          | 22b            | Le Disque volant                                                | Pups Stop a Far Flung Flying Disc                                | 27 janvier 2020   | 11 janvier 2020   | 622                |
| 153a          | 23a            | Un sauvetage bien imprudent                                     | Pups Rescue a Rescuer                                            | 28 février 2020   | 18 janvier 2020   | 623                |
| 153b          | 23b            | Le Fantôme de la mare aux grenouilles                           | Pups Save the Phantom of the Frog Pond                           | 28 février 2020   | 18 janvier 2020   | 623                |
| 154a          | 24a            | La Super Patrouille, puissance maximale : Le Robot géant        | Mighty Pups, Charged Up: Pups Stop a Big Bad Bot                 | 17 février 2020   | 25 janvier 2020   | 624                |
| 154b          | 24b            | La Super Patrouille, puissance maximale : Le Retour du Copichat | Mighty Pups, Charged Up: Pups vs. the Dome                       | 17 février 2020   | 25 janvier 2020   | 624                |
| 155a          | 25a            | Sauvetage extrême : La Cérémonie d'ouverture                    | Ultimate Rescue: Pups Save the Opening Ceremonies                | 23 juillet 2021   | 15 février 2020   | 625                |
| 155b          | 25b            | Sauvetage extrême : Les Championnats de la Grande Vallée        | Ultimate Rescue: Pups Save the Adventure Bay Games               | 23 juillet 2021   | 15 février 2020   | 625                |
| 156a          | 26a            | Le Bus touristique                                              | Pups Save a Tour Bus                                             | 13 mars 2020      | 22 février 2020   | 626                |
| 156b          | 26b            | Une nuit au musée                                               | Pups Save Midnight at the Museum                                 | 13 mars 2020      | 22 février 2020   | 626                |

### Saison 7 (2020–2021)
| Numéro        | Numéro         | Titre                                                                        | Titre                                                  | Date de diffusion | Date de diffusion | Code de production |
| Dans la série | Dans la saison | Français                                                                     | Original                                               | États-Unis        | Canada            | Code de production |
| ------------- | -------------- | ---------------------------------------------------------------------------- | ------------------------------------------------------ | ----------------- | ----------------- | ------------------ |
| 157a          | 1a             | La Super Patrouille, puissance maximale : Les Clones de M. Hellinger         | Mighty Pups, Charged Up: Pups Stop a Humdinger Horde   | 27 mars 2020      | 2 mai 2020        | 701                |
| 157b          | 1b             | La Super Patrouille, puissance maximale : Le Phare de l'espace               | Mighty Pups, Charged Up: Pups Save a Mighty Lighthouse | 27 mars 2020      | 2 mai 2020        | 701                |
| 158a          | 2a             | Le Jour des élections                                                        | Pups Save Election Day                                 | 30 octobre 2020   | 9 mai 2020        | 702                |
| 158b          | 2b             | À la rescousse des trois singes                                              | Pups Save the Bubble Monkeys                           | 30 octobre 2020   | 9 mai 2020        | 702                |
| 159a          | 3a             | La Pat' Patrouille et le Martien de l'Antarctique                            | Pups Save an Antarctic Martian                         | 8 mai 2020        | 16 mai 2020       | 703                |
| 159b          | 3b             | Un labyrinthe au milieu de la jungle                                         | Pups Save the Maze Explorers                           | 8 mai 2020        | 16 mai 2020       | 703                |
| 160           | 4              | La Super Patrouille, puissance maximale : L'Attaque des trois super méchants | Mighty Pups, Charged Up: Pups vs. Three Super Baddies  | 17 avril 2020     | 23 mai 2020       | 704                |
| 161a          | 5a             | Le Robot serveur détraqué                                                    | Pups Save a Waiter Bot                                 | 5 juin 2020       | 30 mai 2020       | 705                |
| 161b          | 5b             | La Pat' Patrouille contre le tartouragan                                     | Pups Stop a Pie-clone                                  | 5 juin 2020       | 30 mai 2020       | 705                |
| 162           | 6              | Mission Dino : Les Œufs perdus                                               | Dino Rescue: Pups and the Lost Dino Eggs               | 26 juin 2020      | 13 juin 2020      | 706                |
| 163a          | 7a             | Mission Dino : Le Ptérodactyle                                               | Dino Rescue: Pups Save a Pterodactyl                   | 24 juillet 2020   | 27 juin 2020      | 707                |
| 163b          | 7b             | Mission Dino : Le Réveil du volcan                                           | Dino Rescue: Pups and the Big Rumble                   | 7 août 2020       | 27 juin 2020      | 707                |
| 164           | 8              | Mission Dino : Un brachiosaure dans la Grande Vallée                         | Dino Rescue: Pups Save a Hum-dino                      | 7 septembre 2020  | 11 juillet 2020   | 708                |
| 165a          | 9a             | Mission Dino : Dentiste pour tyrannosaure                                    | Dino Rescue: Pups Save a Sore Dino                     | 13 novembre 2020  | 25 juillet 2020   | 709                |
| 165b          | 9b             | Mission Dino : Course folle dans la jungle                                   | Dino Rescue: Pups Save the Triceratops Tag-alongs      | 13 novembre 2020  | 25 juillet 2020   | 709                |
| 166a          | 10a            | Les Trois Oiseaux                                                            | Pups Save the Big Bad Bird Crew                        | 10 juillet 2020   | 8 août 2020       | 710                |
| 166b          | 10b            | La Course de caisse à savon                                                  | Pups Save a Soapbox Derby                              | 10 juillet 2020   | 8 août 2020       | 710                |
| 167a          | 11a            | Le Sauvetage des parachutistes                                               | Pups Save the Skydivers                                | 21 août 2020      | 22 août 2020      | 711                |
| 167b          | 11b            | Les Cupcakes d'Alex                                                          | Pups Save the Cupcakes                                 | 21 août 2020      | 22 août 2020      | 711                |
| 168           | 12             | Sauvetage extrême : Le Retour du pirate                                      | Ultimate Rescue: Pups Save the Pupmobiles              | 9 octobre 2020    | 5 septembre 2020  | 712                |
| 169a          | 13a            | La Mine d'or perdue                                                          | Pups Save a Lost Gold Miner                            | 16 octobre 2020   | 19 septembre 2020 | 713                |
| 169b          | 13b            | La Maison connectée de l'oncle Otis                                          | Pups Save Uncle Otis from His Cabin                    | 16 octobre 2020   | 19 septembre 2020 | 713                |
| 170a          | 14a            | Les rollers de Danny                                                         | Pups Save a Rocket Roller Skater                       | 23 octobre 2020   | 3 octobre 2020    | 714                |
| 170b          | 14b            | La surprise de Ryder                                                         | Pups Save Ryder's Surprise                             | 23 octobre 2020   | 3 octobre 2020    | 714                |
| 171a          | 15a            | Deux maires en détresse                                                      | Pups Save the Marooned Mayors                          | 11 décembre 2020  | 24 octobre 2020   | 715                |
| 171b          | 15b            | Le jeu des cowboys                                                           | Pups Save the Game Show                                | 11 décembre 2020  | 24 octobre 2020   | 715                |
| 172a          | 16a            | La fresque de la mini patrouille                                             | Pups Save the Chalk Art                                | 6 novembre 2020   | 7 novembre 2020   | 716                |
| 172b          | 16b            | La pomme de terre arc-en-ciel                                                | Pups Save the Hot Potato                               | 6 novembre 2020   | 7 novembre 2020   | 716                |
| 173           | 17             | La Pat' Patrouille doit sauver Noël                                          | Pups Save a Bah Humdinger!                             | 20 novembre 2020  | 5 décembre 2020   | 717                |
| 174a          | 18a            | Le sauvetage du mini panzé                                                   | Pups Save Little Hairy                                 | 23 avril 2021     | 21 novembre 2020  | 718                |
| 174b          | 18b            | L'ascension d'El-Grande                                                      | Pups Save a Kooky Climber                              | 23 avril 2021     | 21 novembre 2020  | 718                |
| 175a          | 19a            | La Reine Cot-Cot                                                             | Pups Save Queen Cluck-cluck                            | 12 mars 2021      | 19 décembre 2020  | 719                |
| 175b          | 19b            | La montgolfière du désert                                                    | Pups Save a Desert Flounder                            | 12 mars 2021      | 19 décembre 2020  | 719                |
| 176           | 20             | La Moto Patrouille : La Meute des chiens sauvages                            | Moto Pups: Pups vs. the Ruff-ruff Pack                 | 15 janvier 2021   | 16 janvier 2021   | 720                |
| 177a          | 21a            | Le camion poubelle-Hinger                                                    | Pups Save a Trash-dinger                               | 5 février 2021    | 30 janvier 2021   | 721                |
| 177b          | 21b            | L'armure royale                                                              | Pups Save the Royal Armour                             | 5 février 2021    | 30 janvier 2021   | 721                |
| 178a          | 22a            | La Moto Patrouille : Les Donuts de M. Porter                                 | Moto Pups: Pups Save the Donuts                        | 19 février 2021   | 13 février 2021   | 722                |
| 178b          | 22b            | La Moto Patrouille : Le Sauvetage des chatons                                | Moto Pups: Pups Save the Kitties                       | 19 février 2021   | 13 février 2021   | 722                |
| 179           | 23             | La Moto Patrouille : Madame Goodway sème la pagaille                         | Moto Pups: Pups Save a Moto Mayor                      | 19 mars 2021      | 27 février 2021   | 723                |
| 180a          | 24a            | La Moto Patrouille : La Spirale rocheuse                                     | Moto Pups: Rescue at Twisty Top Mesa                   | 16 avril 2021     | 13 mars 2021      | 724                |
| 180b          | 24b            | La Moto Patrouille : Chase a des ennuis                                      | Moto Pups: Pups Save a Sneezy Chase                    | 16 avril 2021     | 13 mars 2021      | 724                |
| 181a          | 25a            | Sauvetage extrême : Le bric-à-brac mobile                                    | Ultimate Rescue: Pups Stop a Junk-monster              | 26 février 2021   | 27 mars 2021      | 725                |
| 181b          | 25b            | Le mini sous-marin                                                           | Pups Save the Whale Pod                                | 26 février 2021   | 27 mars 2021      | 725                |
| 182a          | 26a            | La Bouche du Tonnerre                                                        | Pups Save Thundermouth                                 | 7 mai 2021        | 10 avril 2021     | 726                |
| 182b          | 26b            | Madame Goodmoustache                                                         | Pups Save a Class Pet                                  | 7 mai 2021        | 10 avril 2021     | 726                |

### Saison 8 (2021–2022)
| Numéro        | Numéro         | Titre                                           | Titre                                           | Date de diffusion | Date de diffusion | Code de production |
| Dans la série | Dans la saison | Français                                        | Original                                        | États-Unis        | Canada            | Code de production |
| ------------- | -------------- | ----------------------------------------------- | ----------------------------------------------- | ----------------- | ----------------- | ------------------ |
| 183a          | 1a             | Galinetta et Roucoco                            | Pups Save a Runaway Rooster                     | 28 mars 2021      | 15 mai 2021       | 801                |
| 183b          | 1b             | La leçon de snowboard                           | Pups Save a Snowbound Cow                       | 28 mars 2021      | 15 mai 2021       | 801                |
| 184a          | 2a             | Le maire en chocolat                            | Pups Save a Sweet Mayor                         | 2 avril 2021      | 29 mai 2021       | 802                |
| 184b          | 2b             | Wendini la magicienne                           | Pups Save a Magic Trick                         | 2 avril 2021      | 29 mai 2021       | 802                |
| 185a          | 3a             | Ruben, l'Extraterrestre                         | Pups Save a Rubble-Double                       | 25 juin 2021      | 29 mai 2021       | 803                |
| 185b          | 3b             | L'anniversaire d'Alex                           | Pups Save a Clown                               | 25 juin 2021      | 29 mai 2021       | 803                |
| 186           | 4              | Trisha sème la pagaille                         | Pups Stop the Cheetah                           | 10 septembre 2021 | 12 juin 2021      | 804                |
| 187a          | 5a             | La moustache de Monsieur Hellinger              | Pups Save the Mustache                          | 30 juillet 2021   | 19 juin 2021      | 805                |
| 187b          | 5b             | La fête foraine                                 | Pups Save the Funhouse                          | 30 juillet 2021   | 19 juin 2021      | 805                |
| 188a          | 6a             | La Pat'patrouille des mers : L'île des tortues  | Sea Patrol: Pups Save a Water Walker            | 18 juillet 2021   | 26 juin 2021      | 806                |
| 188b          | 6b             | La Pat'patrouille des mers : Volcan en éruption | Sea Patrol: Pups Save a Windsurfer              | 18 juillet 2021   | 26 juin 2021      | 806                |
| 189a          | 7a             | Les Éléphants apeurés                           | Pups Save the Hiding Elephants                  | 15 octobre 2021   | 3 juillet 2021    | 807                |
| 189b          | 7b             | Le Chanteur et les loups                        | Pups Save a Yodeler                             | 15 octobre 2021   | 3 juillet 2021    | 807                |
| 190a          | 8a             | Un train fou dans le désert                     | Pups Save the Dizzy Dust Express                | 19 novembre 2021  | 10 juillet 2021   | 808                |
| 190b          | 8b             | Le parcours d'escalarbre                        | Pups Save the Treetop Trekkers                  | 19 novembre 2021  | 10 juillet 2021   | 808                |
| 191a          | 9a             | Le trésor du Palais de Glace                    | Pups Save the Treasure Cruise                   | 3 décembre 2021   | 24 juillet 2021   | 809                |
| 191b          | 9b             | Au secours de Ryder                             | Pups Save Rocket Ryder                          | 3 décembre 2021   | 24 juillet 2021   | 809                |
| 192a          | 10a            | Kattie rejoint La Pat'Patrouille                | Pups and Katie Stop the Barking Kitty Crew      | 13 août 2021      | 4 septembre 2021  | 810                |
| 192b          | 10b            | Les poissons-pattes                             | Pups Save the Glasses                           | 13 août 2021      | 4 septembre 2021  | 810                |
| 193a          | 11a            | Monsieur Hellinger s'illumine                   | Pups vs. a Neon Humdinger                       | 6 août 2021       | 18 septembre 2021 | 811                |
| 193b          | 11b            | Le portrait de la princesse                     | Pups Save a Royal Painting                      | 6 août 2021       | 18 septembre 2021 | 811                |
| 194a          | 12a            | La tulipe poule                                 | Pups Save a Chicken Tulip                       | 11 février 2022   | 2 octobre 2021    | 812                |
| 194b          | 12b            | Le requin cascadeur                             | Pups Stop an Xtreme Shark                       | 11 février 2022   | 2 octobre 2021    | 812                |
| 195a          | 13a            | La course de Grenouilles                        | Pups Save a Show Jumper                         | 24 septembre 2021 | 16 octobre 2021   | 813                |
| 195b          | 13b            | Sauvons les saumons !                           | Pups Save the Salmon                            | 24 septembre 2021 | 16 octobre 2021   | 813                |
| 196a          | 14a            | Picote-Pattes le fantôme                        | Pups vs. Ouchy Paws                             | 22 octobre 2021   | 30 octobre 2021   | 814                |
| 196b          | 14b            | Les bulles extraterrestres                      | Pups Save a Glow-in-the-Dark Party              | 22 octobre 2021   | 30 octobre 2021   | 814                |
| 197           | 15             | Mission chevaliers : La dent de dragon          | Rescue Knights: Quest for the Dragon's Tooth    | 21 janvier 2022   | 13 novembre 2021  | 815                |
| 198a          | 16a            | Le Super-secoueur                               | Pups Stop a Super Shaker                        | 5 novembre 2021   | 20 novembre 2021  | 816                |
| 198b          | 16b            | La ferme en folie                               | Pups Save a Flying Farmhouse                    | 5 novembre 2021   | 20 novembre 2021  | 816                |
| 199a          | 17a            | La forteresse en carton                         | Pups Save a Box Fort                            | 20 mai 2022       | 27 novembre 2021  | 817                |
| 199b          | 17b            | L'île de Bill, le grand pélican                 | Pups Save Travelin' Travis from Really Big Bird | 20 mai 2022       | 27 novembre 2021  | 817                |
| 200           | 18             | Mission chevaliers : La fumée enchantée         | Rescue Knights: Pups Save a Dozing Dragon       | 8 avril 2022      | 4 décembre 2021   | 818                |
| 201a          | 19a            | Mission chevaliers : Le grand tournoi           | Rescue Knights: Pups Save a Tournament          | 4 mars 2022       | 11 décembre 2021  | 819                |
| 201b          | 19b            | Mission chevaliers : Les bébés dragons          | Rescue Knights: Pups Save the Baby Dragons      | 4 mars 2022       | 11 décembre 2021  | 819                |
| 202a          | 20a            | Mission chevaliers : Le cracheur de glace       | Rescue Knights: Break the Ice                   | 4 février 2022    | 18 décembre 2021  | 820                |
| 202b          | 20b            | Mission chevaliers : Excalibos                  | Rescue Knights: Pups Save Excalibark            | 4 février 2022    | 18 décembre 2021  | 820                |
| 203a          | 21a            | Le concours de danse                            | Pups Go Dancing with Luke Stars!                | 15 avril 2022     | 19 février 2022   | 821                |
| 203b          | 21b            | Une pieuvre farceuse                            | Pups Save a Mischievous Octopus                 | 15 avril 2022     | 19 février 2022   | 821                |
| 204a          | 22a            | M.Hellinger le baby-sitter                      | Pups Save the Kitties and the Kiddies           | 13 mai 2022       | 26 février 2022   | 822                |
| 204b          | 22b            | L'inauguration de la serre                      | Pups Save the Greenhouse                        | 13 mai 2022       | 26 février 2022   | 822                |
| 205a          | 23a            | Le cygne gonfable                               | Pups Save the Floating Goodways                 | 3 juin 2022       | 5 mars 2022       | 823                |
| 205b          | 23b            | Le lav'animaux                                  | Pups Save the Portable Pet Wash                 | 3 juin 2022       | 5 mars 2022       | 823                |
| 206a          | 24a            | Maurice sème la pagaille                        | Pups Save a Lonesome Walrus                     | 6 mai 2022        | 12 mars 2022      | 824                |
| 206b          | 24b            | Les miam-inger                                  | Pups Save the Hummy Gummies                     | 6 mai 2022        | 12 mars 2022      | 824                |

### Saison 9 (2022–2023)
| Numéro        | Numéro         | Titre                                                  | Titre                                                               | Date de diffusion | Date de diffusion | Code de production |
| Dans la série | Dans la saison | Français                                               | Original                                                            | États-Unis        | Canada            | Code de production |
| ------------- | -------------- | ------------------------------------------------------ | ------------------------------------------------------------------- | ----------------- | ----------------- | ------------------ |
| 207a          | 1a             | Un ours dans la ville                                  | Liberty Makes a New Friend                                          | 25 mars 2022      | 14 mai 2022       | 901                |
| 207b          | 1b             | Les championnes du pop pop boogie                      | Pups Save the Pup Pup Boogie Contest                                | 25 mars 2022      | 14 mai 2022       | 901                |
| 208           | 2              | La Pat'Patrouille rencontre Les Superschats            | Pups Meet the Cat Pack                                              | 25 novembre 2022  | 28 mai 2022       | 902                |
| 209a          | 3a             | Superschats : La fusée incontrôlable                   | Cat Pack/PAW Patrol Rescue: Rocket Rescuers                         | 25 novembre 2022  | 11 juin 2022      | 903                |
| 209b          | 3b             | Superschats : Le vol du masque en or                   | Cat Pack/PAW Patrol Rescue: Pups and Cats Save the Golden Lion Mask | 25 novembre 2022  | 11 juin 2022      | 903                |
| 210a          | 4a             | Superschats : Le rugissement du chat                   | Cat Pack/PAW Patrol Rescue: The Cat Who Roared                      | 25 novembre 2022  | 25 juin 2022      | 904                |
| 210b          | 4b             | Superschats : Le coffre-fort de madame Goodway         | Cat Pack/PAW Patrol Rescue: Saving the Safe                         | 25 novembre 2022  | 25 juin 2022      | 904                |
| 211a          | 5a             | La peluche du Géant Panzé                              | Pups Save a Humdinger Doll                                          | 23 septembre 2022 | 9 juillet 2022    | 905                |
| 211b          | 5b             | Le Concours de Sculptures sur Sable                    | Pups Save a Sand Sculpture Contest                                  | 23 septembre 2022 | 9 juillet 2022    | 905                |
| 212           | 6              | Mission Camion : Alerte aux inondations                | Big Truck Pups: Pups Stop a Flood                                   | 9 septembre 2022  | 23 juillet 2022   | 906                |
| 213a          | 7a             | L'assistant de la fée des dents                        | Pups Save the Tooth Fairy                                           | 4 novembre 2022   | 6 août 2022       | 907                |
| 213b          | 7b             | Le mystère des tableaux disparus                       | Pups Solve the Mystery of the Missing Art                           | 4 novembre 2022   | 6 août 2022       | 907                |
| 214a          | 8a             | La plus grosse omelette du monde                       | Pups Save the Hatchlings                                            | 7 avril 2023      | 13 août 2022      | 908                |
| 214b          | 8b             | Travis l'apprenti fermier                              | Pups Save a Wrongway Farmhand                                       | 7 avril 2023      | 13 août 2022      | 908                |
| 215           | 9              | Mission Camion : La Grande Vallée en danger            | Big Truck Pups: Pups Save the Bridge                                | 21 novembre 2022  | 20 août 2022      | 909                |
| 216a          | 10a            | Mission Camion : Le chalet snowboarder                 | Big Truck Pups: Pups Save a Sliding Chalet                          | 28 octobre 2022   | 27 août 2022      | 910                |
| 216b          | 10b            | Mission Camion : Le satellite ne répond plus           | Big Truck Pups: Pups Save a Really Big Dish                         | 28 octobre 2022   | 27 août 2022      | 910                |
| 217a          | 11a            | Mission Camion : Le concert de Luke Star               | Big Truck Pups: Pups Save the Swiped Speakers                       | 7 octobre 2022    | 3 septembre 2022  | 911                |
| 217b          | 11b            | Mission Camion : Panique sur l'autoroute               | Big Truck Pups: Pups Save the Big Big Pipes                         | 7 octobre 2022    | 3 septembre 2022  | 911                |
| 218a          | 12a            | Panique à la fête foraine                              | Pups Stop the Return of Humsquatch                                  | 21 octobre 2022   | 10 septembre 2022 | 912                |
| 218b          | 12b            | Frousette et ses amis                                  | Pups Save a Lonely Ghost                                            | 21 octobre 2022   | 10 septembre 2022 | 912                |
| 219a          | 13a            | La Super Patrouille : L'anguille géante                | Mighty Pups, Super Paws: Pups Stop a Mighty Eel                     | 26 décembre 2022  | 17 septembre 2022 | 913                |
| 219b          | 13b            | Mission secrète : La calèche royale                    | Mission PAW: Pups Save a Floating Royal Carriage                    | 27 décembre 2022  | 17 septembre 2022 | 913                |
| 220           | 14             | L'Aqua Patrouille : Le château flottant                | Aqua Pups: Pups Save a Floating Castle                              | 6 janvier 2023    | 12 novembre 2022  | 914                |
| 221a          | 15a            | Mission Dino : Le bébé tyrannosaure                    | Dino Rescue: Pups Save a T-Rex Tyke                                 | 28 décembre 2022  | 26 novembre 2022  | 915                |
| 221b          | 15b            | Un éléphanteau joueur                                  | Pups Save a Playful Elephant Calf                                   | 29 décembre 2022  | 26 novembre 2022  | 915                |
| 222           | 16             | L'équipe au grand complet                              | All Paws on Deck                                                    | 24 avril 2023     | 10 décembre 2022  | 916                |
| 223a          | 17a            | Toilettage à Domicile                                  | Pups Save Katie and Some Kitties                                    | 17 février 2023   | 24 décembre 2022  | 917                |
| 223b          | 17b            | Monsieur Hellinger Pilote d'Hélicoptère                | Pups Save a Helo Humdinger                                          | 17 février 2023   | 24 décembre 2022  | 917                |
| 224           | 18             | L'Aqua Patrouille : La course sous-marine              | Aqua Pups: Pups Save a Mer-Race                                     | 20 janvier 2023   | 25 décembre 2022  | 918                |
| 225a          | 19a            | L'Aqua Patrouille : La perle violette                  | Aqua Pups: Pups Save a Merdinger                                    | 13 janvier 2023   | 21 janvier 2023   | 919                |
| 225b          | 19b            | L'Aqua Patrouille : Le vol de la Baleine Patrouilleuse | Aqua Pups: Pups Save the Whale Patroller                            | 13 janvier 2023   | 21 janvier 2023   | 919                |
| 226a          | 20a            | L'Aqua Patrouille : Le vieux sous-marin                | Aqua Pups: Pups Save the Reef                                       | 23 janvier 2023   | 4 février 2023    | 920                |
| 226b          | 20b            | L'Aqua Patrouille : Le calamar argenté                 | Aqua Pups: Pups Stop a Giant Squid                                  | 23 janvier 2023   | 4 février 2023    | 920                |
| 227a          | 21a            | La danse des flamant rose                              | Pups Save a Flamingo Dancer                                         | 14 avril 2023     | 18 février 2023   | 921                |
| 227b          | 21b            | Dans la peau de madame Goodway                         | Pups Save a Mayor and Her Mini Art                                  | 14 avril 2023     | 18 février 2023   | 921                |
| 228a          | 22a            | Le trophée de monsieur Hellinger                       | Pups Save a Trophy                                                  | 3 février 2023    | 4 mars 2023       | 922                |
| 228b          | 22b            | Les aventurières du ciel                               | Pups Save the Wind Trekkers                                         | 3 février 2023    | 4 mars 2023       | 922                |
| 229a          | 23a            | Alex et les autruches                                  | Pups Save Alex’s Feathery Friends                                   | 10 février 2023   | 18 mars 2023      | 923                |
| 229b          | 23b            | Le défilé de mode                                      | Pups Save a Puffy Mayor                                             | 10 février 2023   | 18 mars 2023      | 923                |
| 230a          | 24a            | En avant, la musique                                   | Pups Save a Jukebox                                                 | 24 février 2023   | 8 avril 2023      | 924                |
| 230b          | 24b            | Sauvetage sur le fil                                   | Pups Save a Mayor on a Wire                                         | 24 février 2023   | 8 avril 2023      | 924                |
| 231a          | 25a            | Les œufs de l'espace                                   | Pups Save the Baby Space Rocks                                      | 6 mars 2023       | 15 avril 2023     | 925                |
| 231b          | 25b            | Eddy et Emmy se multiplient                            | Pups Save the Eddies and Emmys                                      | 6 mars 2023       | 15 avril 2023     | 925                |
| 232a          | 26a            | Une visite surprise                                    | Charger Visits the Pups                                             | 31 juillet 2023   | 22 avril 2023     | 926                |
| 232b          | 26b            | Une camionnette incontrôlable                          | Pups Save a Shiny Ride                                              | 31 juillet 2023   | 22 avril 2023     | 926                |

### Saison 10 (2023–2024)
| Numéro        | Numéro         | Titre                                                     | Titre                                       | Date de diffusion | Date de diffusion | Code de production |
| Dans la série | Dans la saison | Français                                                  | Original                                    | États-Unis        | Canada            | Code de production |
| ------------- | -------------- | --------------------------------------------------------- | ------------------------------------------- | ----------------- | ----------------- | ------------------ |
| 233a          | 1a             | Leçon de ski nautique                                     | Pups Save the Wacky Water Skiers            | 10 juillet 2023   | 27 mai 2023       | 1001               |
| 233b          | 1b             | L'assistant de monsieur Hellinger                         | Pups Save the Mayor's Assistant             | 10 juillet 2023   | 27 mai 2023       | 1001               |
| 234a          | 2a             | Galinetta pilote un avion                                 | Pups Save a High-Flying Hen                 | 24 juillet 2023   | 10 juin 2023      | 1002               |
| 234b          | 2b             | Le petit paresseux                                        | Pups Save a Sloth                           | 24 juillet 2023   | 10 juin 2023      | 1002               |
| 235           | 3              | Mission jungle : Une grande découverte                    | Jungle Pups: Pups Find a Hidden Jungle      | 8 janvier 2024    | 24 juin 2023      | 1003               |
| 236a          | 4a             | L'oursone polaire                                         | Pups Save a Windswept Polar Bear Cub        | 15 janvier 2024   | 8 juillet 2023    | 1004               |
| 236b          | 4b             | La soirée cinema                                          | Pups Save a Drive-In                        | 16 janvier 2024   | 8 juillet 2023    | 1004               |
| 237a          | 5a             | Digi et Tal, Les robots assistants                        | Pups Save Their Digi-Tal Friends            | 17 juillet 2023   | 29 juillet 2023   | 1005               |
| 237b          | 5b             | La ville de l'arc-en-ciel                                 | Pups Save the Rainbow                       | 17 juillet 2023   | 29 juillet 2023   | 1005               |
| 238           | 6              | Mission jungle : le tigre a dent de sabre                 | Jungle Pups: Pups Save the Big, Big Animals | 9 janvier 2024    | 5 août 2023       | 1006               |
| 239a          | 7a             | Mission jungle : Les Suricates pirates                    | Jungle Pups: Pups Save the Meerkat Pirates  | 10 janvier 2024   | 12 août 2023      | 1007               |
| 239b          | 7b             | Mission jungle : Le hippopotame de monsieur Hellinger     | Jungle Pups: Pups Save a Hum-Hippo          | 10 janvier 2024   | 12 août 2023      | 1007               |
| 240a          | 8a             | Mission jungle : Vicky et la boule en or                  | Jungle Pups: Pups Save a Golden Sweetie     | 11 janvier 2024   | 19 août 2023      | 1008               |
| 240b          | 8b             | Mission jungle : Les fourmis géantes                      | Jungle Pups: Pups Save the Giant Ants       | 11 janvier 2024   | 19 août 2023      | 1008               |
| 241a          | 9a             | La machine chercheuse d'or                                | Pups Stop a Gold Finding Machine            | 31 octobre 2023   | 26 août 2023      | 1009               |
| 241b          | 9b             | Des amis un peu collant                                   | Pups Help Mayor Humdinger Out of a Jam      | 1er novembre 2023 | 26 août 2023      | 1009               |
| 242a          | 10a            | Liberty à la rescousse                                    | Liberty's Mountain Rescue                   | 2 novembre 2023   | 2 septembre 2023  | 1010               |
| 242b          | 10b            | L'éoliene volante                                         | Pups Save a Flying Farmer Yumi              | 2 novembre 2023   | 2 septembre 2023  | 1010               |
| 243a          | 11a            | L'aspirateur spatial                                      | Pups Stop the Falling Space Junk            | 8 novembre 2023   | 9 septembre 2023  | 1011               |
| 243b          | 11b            | Le coucou géant                                           | Pups Stop the Giant Cuckoo                  | 9 novembre 2023   | 9 septembre 2023  | 1011               |
| 244a          | 12a            | La piñata d'anniversaire                                  | Pups Save a Hum-ñata                        | 15 novembre 2023  | 28 octobre 2023   | 1012               |
| 244b          | 12b            | Le festival de cerf-volant                                | Pups Stop the Foggy Skies                   | 16 novembre 2023  | 28 octobre 2023   | 1012               |
| 245           | 13             | La Super Patrouille contre le maire de tout l'univers     | Mighty Pups vs. The Mayor of the Universe   | 30 octobre 2023   | 30 octobre 2023   | 1013               |
| 246a          | 14a            | Le super Noël de Charlie                                  | Charger's Christmas Adventure               | 27 novembre 2023  | 25 novembre 2023  | 1014               |
| 246b          | 14b            | Le match de hockey                                        | Pups Save Great Uncle Smiley's Cup          | 28 novembre 2023  | 25 novembre 2023  | 1014               |
| 247a          | 15a            | Le bébé caribou                                           | Pups Save a Baby Caribou                    | 17 janvier 2024   | 9 décembre 2023   | 1015               |
| 247b          | 15b            | Les deux Luke Star                                        | Pups Save Luke and His Luke-a-Like          | 18 janvier 2024   | 9 décembre 2023   | 1015               |
| 248a          | 16a            | La Super Patrouille le glaçon géant                       | Mighty Pups vs. The Big Chill               | 6 novembre 2023   | 23 décembre 2023  | 1016               |
| 248b          | 16b            | La Super Patrouille le cristal volé                       | Mighty Pups vs. The Mighty Cheetah          | 7 novembre 2023   | 23 décembre 2023  | 1016               |
| 249a          | 17a            | La Super Patrouille la couronne magique                   | Mighty Pups Stop the Mighty Queen           | 13 novembre 2023  | 17 février 2024   | 1017               |
| 249b          | 17b            | La Super Patrouille Nano à le hoquet                      | Mighty Pups Stop the Hiccups                | 14 novembre 2023  | 17 février 2024   | 1017               |
| 250a          | 18a            | La disparition de la limande                              | Pups Save a Disappearing Flounder           | 22 janvier 2024   | 2 Mars 2024       | 1018               |
| 250b          | 18b            | Une folle journée                                         | Pups Save Little Grandpa and Mr. Alex       | 23 janvier 2024   | 2 mars 2024       | 1018               |
| 251a          | 19a            | Travis dans la jungle                                     | Pups Save the Elephant Spa                  | 24 janvier 2024   | 16 mars 2024      | 1019               |
| 251b          | 19b            | Le trésor d'oncle Otis                                    | Pups Save an Underwater Otis                | 25 janvier 2024   | 16 mars 2024      | 1019               |
| 252a          | 20a            | Les drones de Monsieur Hellinger                          | Pups vs. the Hum-Flectors                   | 8 mai 2024        | 23 mars 2024      | 1020               |
| 252b          | 20b            | Une bulle dans la jungle                                  | Pups Save a Capybara                        | 8 mai 2024        | 23 mars 2024      | 1020               |
| 253a          | 21a            | Superchats : Super Challinger contre les souris           | Cat Pack: Pups & Cats Save HumCatDingerMan  | 8 avril 2024      | 13 avril 2024     | 1021               |
| 253b          | 21b            | Pique-nique en famille                                    | Pups Save a Turbot Tournament               | 8 avril 2024      | 13 avril 2024     | 1021               |
| 254a          | 22a            | La Mini-Patrouille est très bavarde                       | Pups Save a Talkative Mini Patrol           | 14 mai 2024       | 27 avril 2024     | 1022               |
| 254b          | 22b            | Le Trésor perdu de la Grande Vallée                       | Pups Save the History of Adventure Bay      | 15 mai 2024       | 27 avril 2024     | 1022               |
| 255           | 23             | Mission tout terrain : Boomer sème le chaos               | Rescue Wheels: Pups Save Adventure Bay!     | 16 septembre 2024 | 11 mai 2024       | 1023               |
| 256a          | 24a            | Un petit coup de main                                     | Pups Save a Runaway Robo-Chicken Purse      | 6 mai 2024        | 25 mai 2024       | 1024               |
| 256b          | 24b            | Les aventurières du désert                                | Pups Save the Buggy Trekkers                | 6 mai 2024        | 25 mai 2024       | 1024               |
| 257a          | 25a            | Un chaton dans la pat patrouille                          | Pups Take in a Runaway Kitty!               | 13 mai 2024       | 8 juin 2024       | 1025               |
| 257b          | 25b            | La sculpture en fromage                                   | Pups Save the Cheese Goat!                  | 13 mai 2024       | 8 juin 2024       | 1025               |
| 258           | 26             | Mission tout terrain : Le spectacle de monsieur Hellinger | Rescue Wheels: Pups vs. the Monster Mayor   | 17 septembre 2024 | 15 juin 2024      | 1026               |

### Saison 11 (2024–2025)
| Numéro        | Numéro         | Titre                                                       | Titre                                             | Date de diffusion | Date de diffusion | Code de production |
| Dans la série | Dans la saison | Français                                                    | Original                                          | États-Unis        | Canada            | Code de production |
| ------------- | -------------- | ----------------------------------------------------------- | ------------------------------------------------- | ----------------- | ----------------- | ------------------ |
| 259a          | 1a             | Mission tout terrain : les véhicules ont disparu            | Rescue Wheels: Pups Save the Teetering Tower      | 18 septembre 2024 | 6 juin 2024       | 1101               |
| 259b          | 1b             | Mission tout terrain : l'exploration de la grotte           | Rescue Wheels: Pups Save the Spelunkers           | 18 septembre 2024 | 6 juin 2024       | 1101               |
| 260a          | 2a             | Mission tout terrain : Une course au sommet                 | Rescue Wheels: Pups Save the Risky Race           | 19 septembre 2024 | 13 juin 2024      | 1102               |
| 260b          | 2b             | Mission tout terrain : la cascade de Boomer                 | Rescue Wheels: Pups Save the Runaway Truck        | 19 septembre 2024 | 13 juin 2024      | 1102               |
| 261a          | 3a             | Galinetta rejoint la pat patrouille                         | Pups plus a Plucky chicken                        | 25 septembre 2024 | 20 juillet 2024   | 1103               |
| 261b          | 3b             | La grande parade des jumeaux                                | Pups save a Pet show                              | 26 septembre 2024 | 20 juillet 2024   | 1103               |
| 262a          | 4a             | Helga et le yetinger                                        | Pups Save Helga & the Humsquatch                  | 30 septembre 2024 | 27 juillet 2024   | 1104               |
| 262b          | 4b             | L'os d'émeraude a disparu                                   | Pups Save the Missing Bone-Stone                  | 1 octobre 2024    | 27 juillet 2024   | 1104               |
| 263a          | 5a             | La publicité de François                                    | Pups save the director                            | 2 octobre 2024    | 3 août 2024       | 1105               |
| 263b          | 5b             | Le concours de la super vache                               | Pups save the super cows                          | 3 octobre 2024    | 3 août 2024       | 1105               |
| 264           | 6              | La Pat' Patrouille des Airs : Le sauvetage de l'avion royal | Air Rescue: Pups Save the Airport Opening         | 17 Février 2025   | 10 août 2024      | 1106               |
| 265a          | 7a             | Les surfeurs des montagnes                                  | Pups Save the Mountain Surfers                    | 4 novembre 2024   | 17 août 2024      | 1107               |
| 265b          | 7b             | Les vacances de monsieur Hellinger                          | Pups Save Humdingers Home Away from Home          | 5 novembre 2024   | 17 août 2024      | 1107               |
| 266a          | 8a             | Une chèvre en danger                                        | Pups get your goat                                | 23 septembre 2024 | 24 août 2024      | 1108               |
| 266b          | 8b             | Mystère dans le champ de maïs                               | Pups Save the Crop Circles                        | 24 septembre 2024 | 24 août 2024      | 1108               |
| 267           | 9              | La Pat' Patrouille des Airs : M. Hellinger dans l'espace    | Air Rescue: Pups Save a Hum-stronaut              | 24 Février 2025   | 28 septembre 2024 | 1109               |
| 268a          | 10a            | La Pat Patrouille des airs : Une Cascade Trop Extrême       | Air Rescue: Pups Stop a Rocket-Powered Pogo Stick | 18 Février 2025   | 5 octobre 2024    | 1110               |
| 268b          | 10b            | La Pat Patrouille des Airs : Le funambule de l'impossible   | Air Rescue: Pups Save the Sky-High Stunt Show     | 19 Février 2025   | 5 octobre 2024    | 1110               |
| 269a          | 11a            | La Pat' Patrouille des airs : Le nuage violet               | Air Rescue: Pups vs. the Hum-Cloud                | 20 Février 2025   | 12 octobre 2024   | 1111               |
| 269b          | 11b            | La Pat' Patrouille des airs : L'aimant volant               | Air Rescue: Pups Stop the Mid-Air Magnet          | 25 février 2025   | 12 octobre 2024   | 1111               |
| 270a          | 12a            | L'alliance des trois méchants                               | Pups Save the Baddies                             | 6 novembre 2024   | 19 octobre 2024   | 1112               |
| 270b          | 12b            | Yumi l'abeille                                              | Pups save the yumi bee                            | 7 novembre 2024   | 19 octobre 2024   | 1112               |
| 271a          | 13a            | Galinetta à la rescousse                                    | Pups Save the Big Book Delivery                   | 3 décembre 2024   | 26 octobre 2024   | 1113               |
| 271b          | 13b            | Les marionnettes de Julius et Justina                       | Pups save the puppets                             | 4 décembre 2024   | 26 octobre 2024   | 1113               |
| 273a          | 15a            | Le robot canard géant                                       | Pups vs. The Robo-Ducky                           | 5 décembre 2024   | 4 janvier 2025    | 1115               |
| 273b          | 15b            | Le bébé manchot                                             | Pups save The Lost Penguin                        | 6 décembre 2024   | 4 janvier 2025    | 1115               |
| 274a          | 16a            | Galinetta, conductrice de train                             | Pups Save the Chicken Conductor                   | 13 décembre 2024  | 11 janvier 2025   | 1116               |
| 274b          | 16b            | Des animaux très chics                                      | Pups Save the Digi Tal Stylists                   | 16 décembre 2024  | 11 janvier 2025   | 1116               |
| 275a          | 17a            | Coup de théâtre                                             | Pups Save the Stage Actor                         | 18 décembre 2024  | 18 janvier 2025   | 1117               |
| 275b          | 17b            | Le concert de Mr.Hellinger                                  | Pups Save Fogstock                                | 17 décembre 2024  | 18 janvier 2025   | 1117               |
| 276           | 18             | Mission Pompier : L'inauguration de la caserne              | Fire Rescue: Pups Save the Big BBQ                | 2 juin 2025       | 25 janvier 2025   | 1118               |
| 277a          | 19a            | Titre français inconnu                                      | Hum-Patrol to the Rescue                          | 23 décembre 2024  | 1 février 2025    | 1119               |
| 277b          | 19b            | Titre français inconnu                                      | Pups Save Morning Mountain Yoga                   | 24 décembre 2024  | 1 février 2025    | 1119               |
| 278a          | 20a            | Titre français inconnu                                      | Pups and the Power of Flowers                     | 26 février 2025   | 12 avril 2025     | 1120               |
| 278b          | 20b            | Titre français inconnu                                      | Pups Save the Alien Egg Hunt                      | 31 mars 2025      | 12 avril 2025     | 1120               |
| 279           | 21             | Mission Pompier : La boutique de limonade                   | Fire Rescue: Pups Save Lizzy's Lemonade Blaze     | 3 juin 2025       | 29 mars 2025      | 1121               |
| 280a          | 22a            | Mission Pompier : Le pantalon de François                   | Fire Rescue: Pups Save the Flaming Flounder       |                   | 5 avril 2025      | 1122               |
| 280b          | 22b            | Mission Pompier : Un reportage exclusif                     | Fire Rescue: Pups Make the News                   |                   | 5 avril 2025      | 1122               |
| 281a          | 23a            | Mission Pompier : L'anniversaire de Bonnie                  | Fire Rescue: Pups Save a Baby Goat Birthday       | 4 juin 2025       | 12 avril 2025     | 1123               |
| 281b          | 23b            | Mission Pompier : Les Guim-o-choco de Mr.Hellinger          | Fire Rescue: Pups Save a S'more-mergency          | 5 juin 2025       | 12 avril 2025     | 1123               |
| 282a          | 24a            | Titre français inconnu                                      | Pups Save Captain Crinkle-cut                     |                   | 26 avril 2025     | 1124               |
| 282b          | 24b            | Titre français inconnu                                      | Pups Save the Big Nightlight                      |                   | 26 avril 2025     | 1124               |
| 284a          | 26a            | Titre français inconnu                                      | Pups Save the Space Kitty                         |                   | 10 mai 2025       | 1126               |
| 284b          | 26b            | Titre français inconnu                                      | Pups Save the Sea Sponges                         |                   | 10 mai 2025       | 1126               |

### Épisodes spéciaux
| Titre               | Titre             | Date de diffusion | Date de diffusion |
| Français            | Original          | États-Unis        | Canada            |
| ------------------- | ----------------- | ----------------- | ----------------- |
| La Super Patrouille | Mighty Pups       | 12 novembre 2018  | 6 octobre 2018    |
| La grande course    | Ready Race Rescue | 11 novembre 2019  | 5 août 2019       |
| Mission Voltige     | Jet to the Rescue | 25 septembre 2020 | 25 septembre 2020 |

### Mini-série:PAW Patrol Original 5s
| Numéro | Titre                                                    | Titre                                                                        | Date de diffusion | Date de diffusion | Code de production |
| Numéro | Français                                                 | Original                                                                     | États-Unis        | Canada            | Code de production |
| ------ | -------------------------------------------------------- | ---------------------------------------------------------------------------- | ----------------- | ----------------- | ------------------ |
| 1      | La Super Patrouille puissance maximale : Le super sonore | Charged Up: Pups vs. the Super Sonic Sound System                            | 23 mars 2020      |                   | 101                |
| 2      | Titre français inconnu                                   | Charged Up: Pups vs. a Copy Cat Marshall                                     | 3 avril 2020      |                   | 102                |
| 3      | Titre français inconnu                                   | Charged Up: Pups vs. the Teenybots                                           | 10 avril 2020     |                   | 103                |
| 4      | Titre français inconnu                                   | Charged Up: Pups vs. a Super Meow Meow                                       | 10 avril 2020     |                   | 104                |
| 5      | Titre français inconnu                                   | Charged Up: Pups vs. a Teleporting Copy Cat                                  | 24 avril 2020     |                   | 105                |
| 6      | Titre français inconnu                                   | Charged Up: Pups Save a Super-powered Puplantis                              | 24 avril 2020     |                   | 106                |
| 7      | Titre français inconnu                                   | Dino Rescue: Pups Save a Tromping Triceratops                                | 21 août 2020      |                   | 107                |
| 8      | Titre français inconnu                                   | Dino Rescue: Pups Save a Baby Stegosaurus                                    | 21 août 2020      |                   | 108                |
| 9      | Titre français inconnu                                   | Dino Rescue: Pups Save a Dino Christmas                                      | 13 novembre 2020  |                   | 109                |
| 10     | Titre français inconnu                                   | Dino Rescue: Pups Save a Pterodactyl Egg                                     | 13 novembre 2020  |                   | 110                |
| 11     | Titre français inconnu                                   | Dino Rescue: Pups Save the Baby Raptors                                      | 18 décembre 2020  |                   | 111                |
| 12     | Titre français inconnu                                   | Dino Rescue: Pups Save a Tyrannosaurus' Birthday                             | 18 décembre 2020  |                   | 112                |
| 13     | Super Chats : La pelote de laine géante                  | Cat Pack/PAW Patrol Rescue: Rubble and Wild and a Yarn Ball!                 | 8 juillet 2022    | 16 avril 2022     | 113                |
| 14     | Super Chats : Un sauvetage acrobatique                   | Cat Pack/PAW Patrol Rescue: Skye and Rory Flip It                            | 15 juillet 2022   | 23 avril 2022     | 114                |
| 15     | Super Chats : La grande roue                             | Cat Pack/PAW Patrol Rescue: Marshall and Leo Save the Ferris Wheel Passenger | 22 juillet 2022   | 30 avril 2022     | 115                |
| 16     | Super Chats : La montagne verglacée                      | Cat Pack/PAW Patrol Rescue: Everest, Shade and the Mountain Goat             | 29 juillet 2022   | 6 mai 2022        | 116                |
| 17     | La grosse fuite                                          | Pups Stop a Big Leak                                                         | 21 avril 2023     | 7 mai 2022        | 117                |
| 18     | Le bébé fourmilier                                       | Pups Save a Baby Anteater                                                    | 21 avril 2023     | 7 mai 2022        | 118                |
| 19     | L'anniversaire de Galinetta                              | Pups Save a Hatch Day                                                        | 21 avril 2023     | 7 mai 2022        | 119                |
| 20     | La grignotte-mobile                                      | Pups Save the Munchie Mobile                                                 | 21 avril 2023     | 7 mai 2022        | 120                |

### Film:La Pat' Patrouille, le film
| Titre                                             | Titre                        | Date de diffusion | Date de diffusion |
| Français                                          | Original                     | Française         | Originale         |
| ------------------------------------------------- | ---------------------------- | ----------------- | ----------------- |
| La Pat' Patrouille, le film                       | PAW Patrol: The Movie        | 11 août 2021      | 20 août 2021      |
| La Pat' Patrouille : La Super Patrouille, le film | PAW Patrol: The Mighty Movie | 11 octobre 2023   | 29 septembre 2023 |
| La Pat' Patrouille, le film 3                     |                              | 2026              | 2026              |